# 1608
| 1608               |
| ------------------ |
| Dødsfald - Fødsler |
|                    |

| Gregoriansk kalender | 1608 MDCVIII            |
| Ab urbe condita      | 2361                    |
| Armensk kalender     | 1057 ԹՎ ՌԾԷ             |
| Kinesiske kalender   | 4304 – 4305 丁未 – 戊申 |
| Etiopisk kalender    | 1600 – 1601             |
| Jødisk kalender      | 5368 – 5369             |
| Hindukalendere       |                         |
| - Vikram Samvat      | 1663 – 1664             |
| - Shaka Samvat       | 1530 – 1531             |
| - Kali Yuga          | 4709 – 4710             |
| Iransk kalender      | 986 – 987               |
| Islamisk kalender    | 1017 – 1018             |

Konge i Danmark: Christian 4. 1588-1648.
Se også 1608 (tal)

## Begivenheder
- Bushmills får som det første destilleri licens til fremstilling af whiskey.
- 2. oktober - det første teleskop fremstilles af Hans Lippershey

## Født
- 13. juli – Ferdinand 3., kejser i det tysk-romerske rige.
- 15. oktober – Evangelista Torricelli, italiensk fysiker og matematiker.
- 9. december – John Milton, engelsk digter (død 1674).

## Dødsfald
- 13. august – Giambologna, billedhugger (født ca. 1529).